# Cédric Bardon
Cédric Bardon (* 15. Oktober 1976 in Lyon) ist ein ehemaliger französischer Fußballspieler.

## Karriere
Bardon begann seine Karriere in der Jugendmannschaft von Olympique Lyon. 1992 wurde er in die erste Mannschaft geholt. In seiner ersten Saison wurde man 13. 1994/95 wurde man sogar Vizemeister der höchsten französischen Spielklasse. Nach Plätzen im Mittelfeld und im vorderen Drittel (11, 8, 6) wechselte er 1998 zu Stade Rennes. Dort konnte auf Anhieb Platz fünf erreicht werden. Nach Platz 13 1999/00 und Platz sechs 2000/01 kam der Wechsel zu EA Guingamp. Bei EA wurde in der ersten Saison gegen den Abstieg gekämpft, wobei man mit dem 16. Platz den Abstieg verhindern konnte. Mit Platz sieben im Jahr darauf durfte man sogar international antreten.
2003/04 folgte dann der Abstieg in die Ligue 2, wobei er nach einer Herbstsaison 2004 im Januar 2005 für das Frühjahr zum AC Le Havre wechselte. Le Havre wurde 17.
2005 ging der Franzose ins Ausland und wechselte nach Bulgarien zu Lewski Sofia. Die zwei Saisonen in Sofia waren von Erfolg gekrönt. In beiden Jahren wurde der Meistertitel geholt, 2007 konnte man sogar das Double erreichen. 2008 wechselte er nach Israel zu Bne Jehuda Tel Aviv, wo der Verein im Endklassement Platz neun erreichte.
2008/09 stand er bei Anorthosis Famagusta auf Zypern unter Vertrag. Nach Platz drei kehrte er am Anfang der Saison 2009/10 zu Lewski Sofia zurück. Er war dort eine Spielzeit aktiv, ehe er nach Frankreich zurückkehrte. Nach einer Saison für Étoile Fréjus-Saint-Raphaël in der National (D3) beendete er im Sommer 2011 seine Laufbahn.
International spielte Bardon für die Jugendauswahlen seines Heimatlandes Frankreich. (Sieben Spiele und vier Tore für die U-21-Auswahl)

## Erfolge
- Bulgarischer Meister 2005, 2007
- Bulgarischer Pokalsieger 2006, 2007
- Bulgarischer Supercup-Sieger 2005, 2007, 2009